# Athlone Institute of Technology

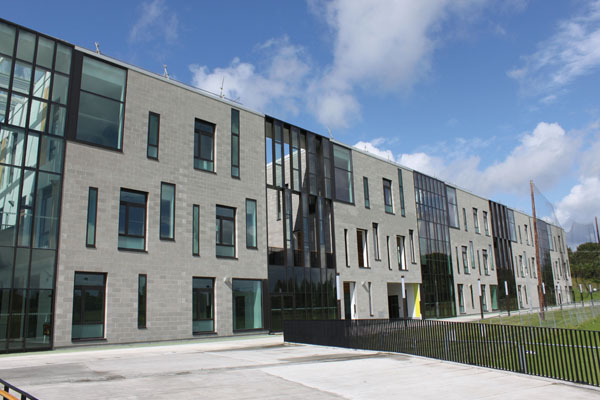
Athlone Institute of Technology, Engineering and Informatics Building

Das Athlone Institute of Technology (kurz: AIT; irish: Institiúid Teicneolaíochta Bhaile Átha Luain) wurde 1970 in Athlone, Irland gegründet und war zusammen mit dem Limerick Institute of Technology eines der zwei Gründungsinstitute der neu geschaffenen Technological University of the Shannon: Midlands Midwest. Diese ist Irlands dritte Technische Universität und begann im Oktober 2021 ihren Lehrbetrieb.

## Geschichte
Das Athlone Institute of Technology wurde von der irischen Regierung 1970 als Athlone Regional Technical College gegründet. Als Folge des Regional Technical Colleges Act von 1992 gewann es mehr Autonomie. Nach 1997 und der Gründung weiterer Regional Technical Colleges (RTC) wurde es umbenannt in Athlone Institute of Technology (AIT).
Der Campus der AIT hat eine Größe von 44 ha. Das Institut führte ein Memorandum of Understanding mit der Rio de Janeiro State University. Eine weitere Kooperation bestand mit der Pontifícia Universidade Católica de Minas Gerais, einer der größten Privatuniversitäten von Brasilien. Weiterhin wurde mit zwei Universitäten von Peking kooperiert, der Capital University of Economics and Business und der Beijing Union University. Ein weiteres Memorandum of Understanding existierte mit der Georgia Institute of Technology.

## Referenzen
1. ↑  Brendan Kelly Palenque: Limerick IT and Athlone IT to merge to form new technological university. In: Independent.ie. 5. Mai 2021, abgerufen am 5. Mai 2021 (en-ie).
2. ↑  Athlone Institute of Technology: 2012 press releases AIT Signs MoU with Rio de Janeiro State University. 8. Juni 2020, archiviert vom Original am 4. März 2016; abgerufen am 12. März 2022 (englisch).
3. ↑  Athlone Institute of Technology: 2011 press releases - AIT Signs Agreement with Brazilian University. 20. November 2011, archiviert vom Original am 4. März 2016; abgerufen am 8. Juni 2020.
4. ↑  Athlone Institute of Technology: 2010 Pressrelease. Archiviert vom Original am 5. März 2016; abgerufen am 3. August 2020 (englisch).
5. ↑  Athlone Institute of Technology: 2020 Press releases. Archiviert vom Original am 4. März 2016; abgerufen am 1. März 2010 (englisch).